# Järnbrist
Järnbrist innebär att kroppen har brist på järn. Järnbrist är enligt WHO det vanligaste bristtillståndet i världen efter proteinbrist.  Mer än 2 miljarder människor i världen beräknas lida av järnbristanemi, och mer än 1 miljon människor dör årligen av sin anemi.
Alla organ och hela individen påverkas vid järnbrist. Brist på järn påverkar hela kroppen och kan ge både kroppsliga och psykiska (kognitiva) symptom.

## Symptom

### Kroppsliga symptom
- Blek hy och bleka slemhinnor.
- Glatt tunga som svider, sprickor i mungiporna.
- Håravfall (exempelvis madarosis) och spröda naglar.
- Försämrad kontroll av kroppstemperatur.
- Andfåddhet.
- Minskad fysisk kapacitet och uthållighet.
- Immun- och infektionsförsvaret försämras.

### Psykiska symptom
- Trötthet
- Depression
- Nedsatt koncentrationsförmåga, minne och inlärningsförmåga.

## Riskgrupper
Följande grupper bedöms vara i riskzonen för att drabbas av järnbrist:
- Kvinnor
- Gravida
- Nyförlösta
- Idrottare
- Barn & ungdomar
- Vegetarianer
- Veganer
- Äldre
- Blodgivare

## Behandlingsalternativ
Kroppen förlorar dagligen 1–2 mg järn genom cellavstötning i hud och tarmens slemhinnor. Kvinnor i fertil ålder förlorar ytterligare blod vid menstruationer. Om inga kompensationer görs uppstår järnbrist.
Det finns tre sätt att bättra sin järnhälsa. 
- Genom kosten
- Genom järntillskott och järntabletter
- Genom intravenösa preparat

### Kost
Det naturliga sättet att kompensera sina dagliga järnförluster är genom kosten. Tillgängligheten av järn varierar dock mycket med kosten. 
En normal västerländsk diet idag innehåller 5–6 mg järn/1000 kcal, vilket motsvarar ett dagligt intag av 12-18 mg. Av detta absorberas normalt 1–2 mg. Livsmedelsverket rekommenderar ett dagligt järnintag på 15 mg för kvinnor i fertil ålder och 9 mg för övriga vuxna.
Typen av järn spelar även roll för upptaget. Det finns två typer av järn, hemjärn och icke-hemjärn. Inom varje järntyp finns flera olika järnsubstanser. En enkel regel är att man räknar med att kroppen kan ta upp 25% av mängden hemjärn och 5–10% av icke-hemjärn. Detta är emellertid avhängigt hur järnet tas, vilken sorts järnsubstans som tas, om järnet tas med annan kost och en mängd andra faktorer. Variationerna är stora och det finns studier som visar att icke-hemjärn ökar ferritinnivåerna lika effektivt som hemjärn.
Hemjärn är bundet till hemoglobiner och myoglobiner och därför lättare för kroppen att absorbera. Hemjärn finns i rött kött, inälvsmat, kyckling, kalkon, fisk och till viss del även i skaldjur.
Järn i grönsaker är däremot icke-hemjärn. Järnhalten är dock vanligtvis låg och det är svårt för kroppen att tillgodogöra sig järn från vegetabiliska produkter. För vegetarianer är det därför viktigt att vid varje måltid äta någon produkt som stimulerar upptaget av järn. Svaga syror (äpplen, askorbinsyra = C-vitamin etc.) ökar järnupptaget, men även zink, koppar och folsyra. Bra källor till C-vitamin är citrusfrukter, nypon, paprika, jordgubbar, spenat och surkål. Att maten tillagas i grytor eller stekpannor av gjutjärn är en fördel, eftersom de avger järn som kroppen tar upp. Järn finns naturligt i bland annat nötter, linser, paprika, ärter, bönor, tofu och spenat.
Det finns även ämnen som hämmar upptaget av järn. Till dessa hör exempelvis komjölk (på grund av högt kalciuminnehåll) och sojaprotein, en ingrediens i många vegetariska köttalternativ. Även fiberrikt bröd, de flesta kålsorter, kaffe, te, andra kalciumrika livsmedel, ägg och kakao hämmar järnupptaget.

### Tillskott
Traditionellt har järnbrist behandlats med järntabletter med en vanlig rekommendation på 1–3 tabletter dagligen. Nackdelen med järn i tablettform är att endast en liten del av järnet tas upp av kroppen. Upptaget från tarmen beräknas till 1–10% per järntablett. Omkring 95% av järnet passerar genom tarmarna utan att göra någon nytta, vilket leder till biverkningar som illamående, förstoppning eller diarré. Det tar lång tid att bygga upp sina järnförråd med tabletter, omkring 6 månader.
Det finns även nya järntillskott baserade på järnsackaros (3+) där järnet är mikroinkapsulerat. Mikroinkapsuleringen gör att järnsackaroset inte påverkas av föda, och att järnet frigörs först i tarmen där det omvandlas och tas upp.  

### Intravenöst
Det tredje alternativet är att fylla sina järndepåer med hjälp av intravenöst järn, vilket är det effektivaste och snabbaste sättet att återställa sina järndepåer. Intravenöst järn ges i vätskeform rakt in i blodbanan med spruta. Man kan då återställa svår järnbrist inom 15 minuter. Man kan maximalt få 1 gram järn åt gången. Upptaget av intravenöst järn är det effektivaste av alla metoder.
Eftersom järnet ges intravenöst kan inte faktorer som annars kan hindra upptaget av järn från tarmen spela någon roll. Preparaten liknar kroppens eget depåjärn, som vanligtvis är bundet till proteinet ferritin.  Det omsätts snabbt och blir tillgänglig för nybildning av röda blodkroppar.

## Diagnos
- Järnmättnad - lågt
- Ferritin - lågt
- Serumjärn - lågt
- Transferrin - högt
- TIBC - högt